# Ōkuninushi
Ōkuninushi (大国主?) es un kami en el sintoísmo japonés. Su nombre se traduce literalmente como 'Gran maestro de la tierra', representando los atributos del kami como señor de la Tierra Central de la Llanura de las Cañas. Se cree que originalmente era el gobernante de la provincia de Izumo, hasta que fue reemplazado por  Ninigi. En compensación, se hizo gobernante del mundo invisible de los espíritus y la magia. Es un dios de la construcción de la nación, la tierra, la agricultura, los negocios y la medicina.

## Otros nombres
El kami Ōkuninushi es conocido por numerosos nombres alternativos. Es denominado como Ōnamochi (大己貴神) en el Nihon Shoki, pero también como Ōnamuji no kami, Ashiharashiko no o no kami, Yachihoko no kami, Utsushi kunitama no kami (Kojiki), Ōmononushi no kami, Kunitsukuri ōnamuchi no mikoto, Ashihara no shikoo, Yachihoko no kami, Ōkunitama no kami, Utsushi kunitama no kami (Nihongi).

## Leyenda

### Liebre blanca de Inaba

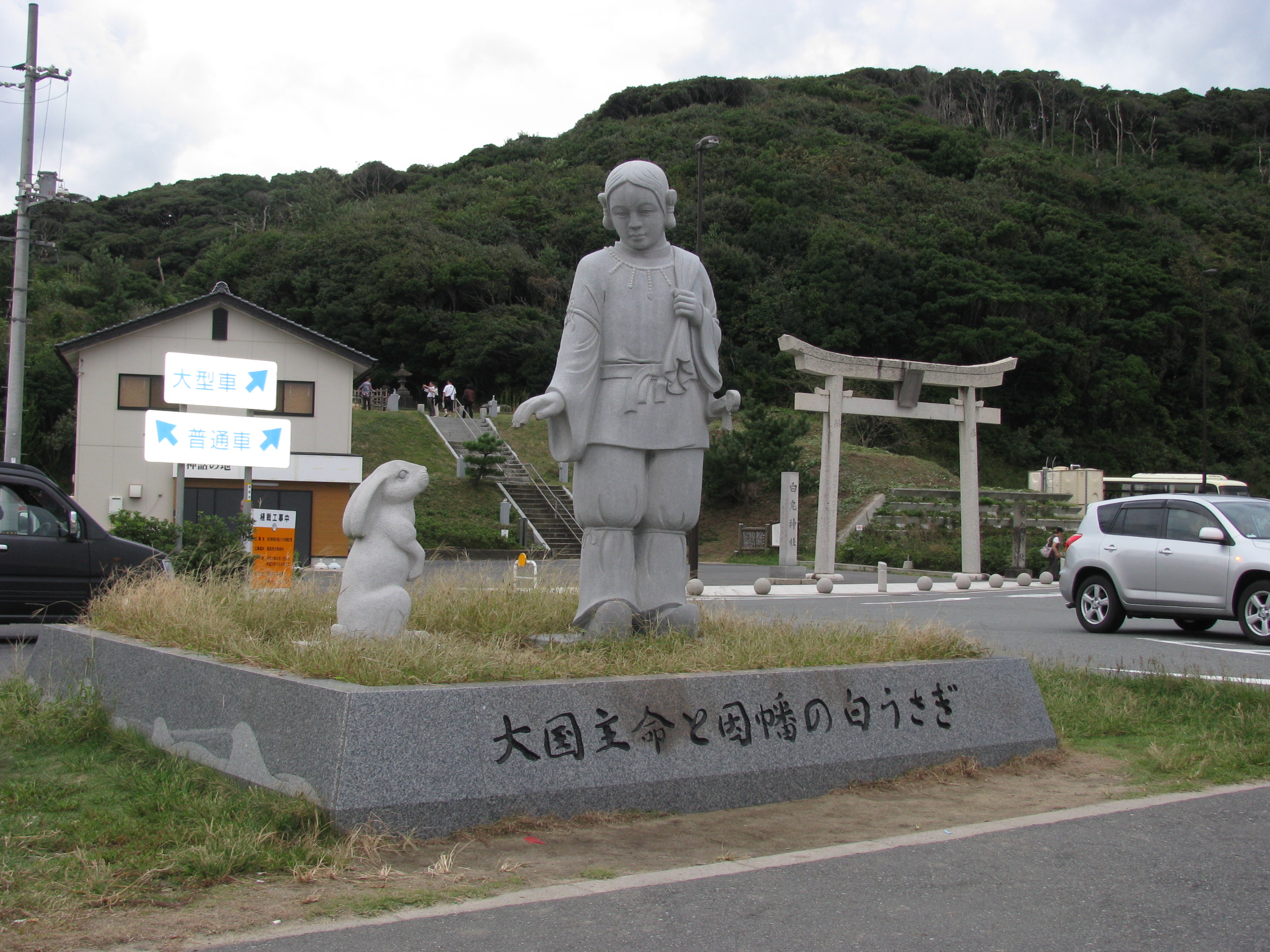
estatua de la liebre de Inaba y el joven Ōkuninushi en el Santuario de Hakuto en la ciudad de Tottori.

Esta famosa leyenda de la liebre (o conejo) de Inaba está reflejada en el Kojiki, pero no en el Nihongi. 
Ōkuninushi (en el momento en que solo era Ōnamuji sin otro apodo) y sus hermanos, ochenta divinidades en total, eran pretendientes que buscaban la mano de la princesa Yakami/Yagami (八上比売?) de Inaba para casarse. Todos viajaron juntos desde su tierra de origen, Izumo, a la vecina Inaba, para cortejarla.
Por el camino, los hermanos se encontraron con una pobre liebre despellejada, que yacía agónicamente en la orilla del mar. La preguntaron qué le había sucedido, y explicó que venía de la isla de Oki a través del mar. Había inventado un maravilloso plan para lograrlo, poniendo a su servicio a una especie de cocodrilos (wani (鰐/和邇?), criaturas imaginarias basadas en un tiburón), sin que ellos lo supieran. Para ello, llamó a uno de ellos y lo desafió a competir para decidir quien tenía el mayor número de parientes. Para resolver la apuesta, les dijo que se alinearan en fila recta en el estrecho, para que pudiera saltar y contarlos. Sin embargo, antes de que la liebre se hubiera puesto completamente a salvo, se enorgulleció de haberlos engañado, y entonces, el último cocodrilo-tiburón de la fila lo agarró y le arrancó la piel.
Los crueles hermanos que escucharon el relato, como broma, dieron instrucciones a la liebre para que se lavara en el agua salobre del mar y se secara con el viento. La liebre así lo hizo, pero su dolor era mucho peor. Ōkuninushi que se había quedado muy atrás al verlo, dijo a la liebre que fuera al río y se lavara con agua dulce, que recogiera las espigas florecientes de las eneas que crecían a su alrededor, esparciera los amentos por el suelo y se revolcara hasta que estuviera cubierto por el polvillo. La liebre se curó y le predijo que Ōnamuji sería el que se casaría con la princesa Yakami, 'Aunque cargues con las bolsas'. (Evidentemente, sus hermanos lo estaba tratando como un portador del equipaje, y por eso iba atrasado del grupo).

### Venganza de los rivales
Tal como lo predijo la liebre, la princesa Yakami pronunció ante los ochenta hermanos que había elegido a Ōkuninushi como su pareja. Los hermanos rivales, muy furiosos, conspiraron para matarlo. 
Lo obligaron, bajo pena de muerte, a perseguir a un jabalí rojo, que en realidad era una roca calentada al rojo vivo. Ōnamuji murió de quemaduras, pero su madre (Sashikuni-wakahime) solicitó intercesión a Kami-Musubi (3=カミムスビ), una de las deidades creadoras, que envió a dos diosas almeja, Kisagai-hime y Umugi-hime ({{{2}}} キサガイヒメ・ウムギヒメ?), para devolverlo a la vida. Este pasaje sobre el tratamiento curativo ha tenido enmiendas y reinterpretaciones. Pero estudios recientes explican que la única diosa que representa el akagai o berberecho de sangre recogió sus jugos de color rojo sangre, para llenar el caparazón de la otra diosa que era una almeja hamaguri.
Sus rivales entonces, lo engañaron de nuevo para que caminara sobre un tronco de árbol fresco que se había abierto y estaba separado por una cuña. Haciéndolo así le cerraron de golpe, matándolo por segunda vez. Su madre lo volvió a revivir, y le pidió que buscara al dios de la tormenta Susanoo, que había sido desterrado al inframundo (Ne-no-kuni), para que obtuviera sabios consejos.

### Amor a Suseri-Hime
En el inframundo, se encontró con Susanoo y su hija Suseri-hime, de quien pronto se enamoró. Susanoo se horrorizó y envió a Ōkuninushi a dormir en una habitación llena de serpientes. Sin embargo, Suseri-hime le había dado una bufanda, que lo protegía. Cuando Susanoo lo envió la noche siguiente a dormir en una habitación con ciempiés y avispas, todavía seguía protegido. Como prueba, Susanoo disparó una flecha en medio de un prado enorme y le dijo que la buscara. Ōkuninushi buscó y buscó, hasta que finalmente llegó a la mitad del campo, momento en el que Susanoo procedió a prender fuego al campo. Pero entonces, un ratón le mostró a Ōkuninushi un agujero en el que pudo esconderse, y también le llevó la flecha.

### Gobernante de Izumo
Después de todos sus intentos por asesinarle, cuando Susanoo estaba empezando a pensar en la aprobación de Ōkuninushi, una noche, después de que le dijera a Ōkuninushi que se lavase el cabello y se fuera a dormir, Ōkuninushi ató el cabello de Susanoo a las vigas de su palacio y huyó con Suseri-hime. Se llevó el arco, las flechas y el koto de Susanoo. Cuando la pareja estaba escapando, el koto rozó un árbol y despertó a Susanoo. El dios se levantó de un salto y derribó el palacio con su cabello. En las fronteras del inframundo, Susanoo casi alcanzó a los huidos y los llamó, aconsejando a Ōkuninushi que luchara contra sus hermanos con sus armas. Ōkuninushi le pidió que Suseri-hime fuera su esposa y que construyera un palacio al pie del monte Uka, lo que aceptó. Después de terminadas las rigurosas pruebas, Ōkuninushi se convirtió en gobernante de la provincia de Izumo.
Una vez derrotados sus hermanos, se convirtió en el señor de la Tierra Central de las Llanuras de Cañas, y con la cooperación de Sukunahikona, se comprometió en la tarea de reforzar la tierra. Cuando Sukunahikona partió, Ōkuninushi consagró al kami Ōmononushi en el monte Miwa de Yamato y continuó el desarrollo de la tierra. Más tarde, Ōkuninushi transfirió su control sobre la tierra a Takemikazuchi, que había descendido del cielo con el mandato de pacificar la Tierra Central de las Llanuras de Cañas. Con este acto, Ōkuninushi se retiró al 'mundo de las sombras' (yūkai). Desde el período medieval, Ōkuninushi se identificó con la deidad popular Daikokuten, ya que los personajes que formaban sus nombres compartían la misma lectura chino-japonesa. 

## Santuarios
Ōkuninushi es venerado en muchos santuarios y principalmente en el Gran Izumo-taisha, dedicado a su espíritu y es uno de los santuarios más antiguos e importantes de Japón.
Según la sexta 'escritura alternativa' incluida en el octavo ciclo de historias registradas en el Nihongi, Ōkuninushi tuvo 181 hijos.